# Michael G. Rosenfeld
Michael Geoffrey „Geof(f)“ Rosenfeld (* 1944 in Aberdeen, Maryland) ist ein US-amerikanischer Biochemiker und Molekularbiologe an der University of California, San Diego (UCSD).
Rosenfeld erwarb an der Johns Hopkins University einen Bachelor und an der University of Rochester einen M.D. als Abschluss des Medizinstudiums. Als Assistenzarzt arbeitete er an der Washington University in St. Louis und als Forschungsassistent bei Bert O’Malley und Ira Pastan an den National Institutes of Health (NIH). Kurz war er Arzt am Barnes Hospital, bevor er als Postdoktorand bei Leonard Garren an der UCSD arbeitete. Rosenfeld hat eine Professur an der UCSD inne und ist jeweils Adjunct Professor am Scripps Research Institute und am Salk Institute. Seit 1985 forscht Rosenfeld zusätzlich für das Howard Hughes Medical Institute.
Rosenfeld befasst sich mit den molekularen (insbesondere hormonellen) Mechanismen der Kontrolle der Transkription, soweit sie der phänotypischen Entwicklung von Zellen (Differenzierung) zugrunde liegt. Insbesondere interessieren ihn diese Vorgänge im Gehirn, bei endokrinen Drüsen (und ihrer Kombination, dem neuroendokrinen System) und bei der Entstehung von Krebs. Oft sind Kernrezeptoren, Mitglieder POU-Familie (die von Rosenfeld entdeckt wurde) und andere Transkriptionsfaktoren beteiligt.
Michael G. Rosenfeld wurde 1991 Mitglied der American Academy of Arts and Sciences und 1994 Mitglied der National Academy of Sciences. 1999 erhielt er (gemeinsam mit Ronald M. Evans) den Fred Conrad Koch Award der Endocrine Society und 2012 (gemeinsam mit David M. Livingston und Joan Massagué) den Pasarow Award für Krebsforschung.